# Marienkirche (Treuchtlingen)

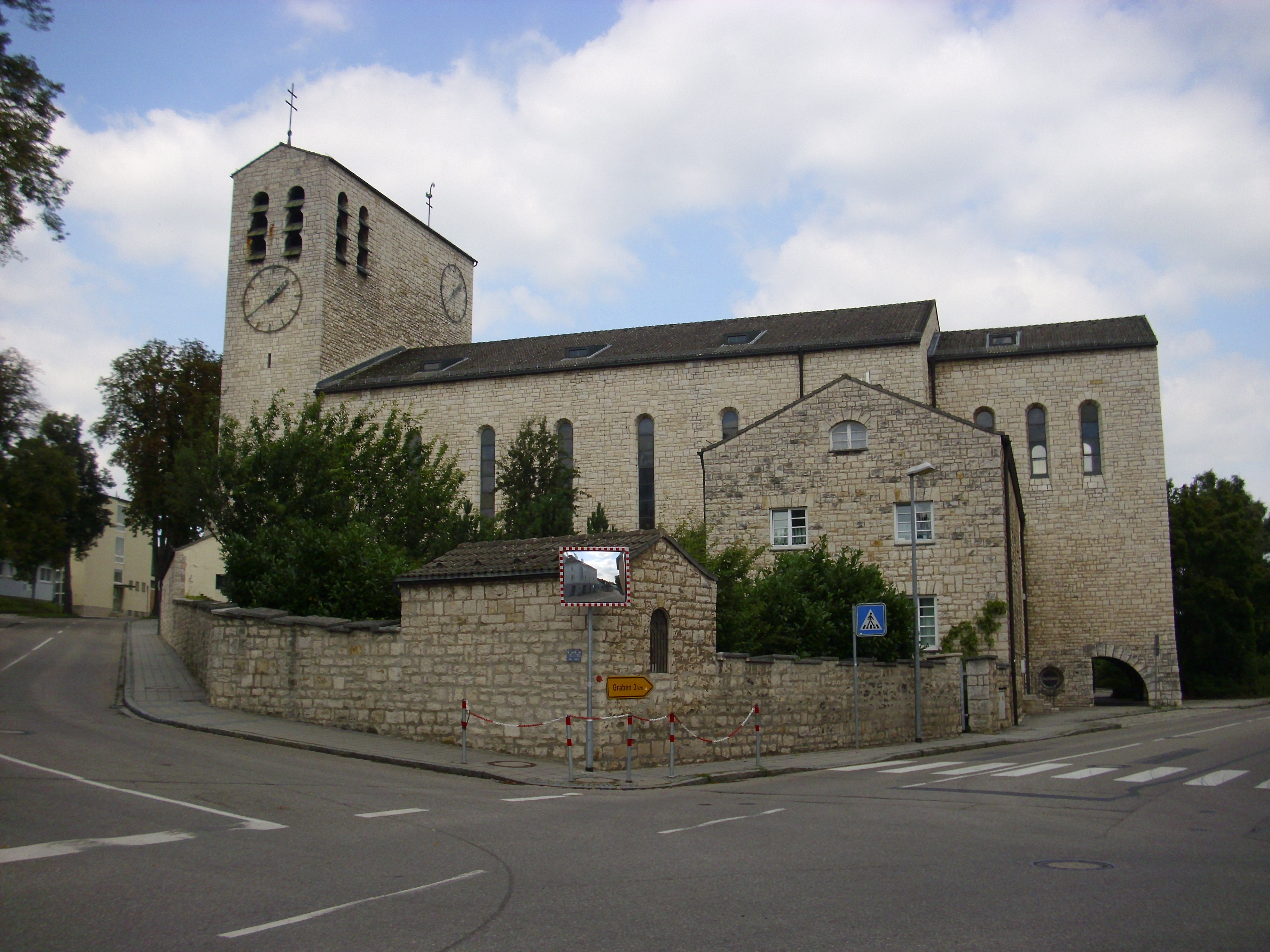
Das Gotteshaus von außen

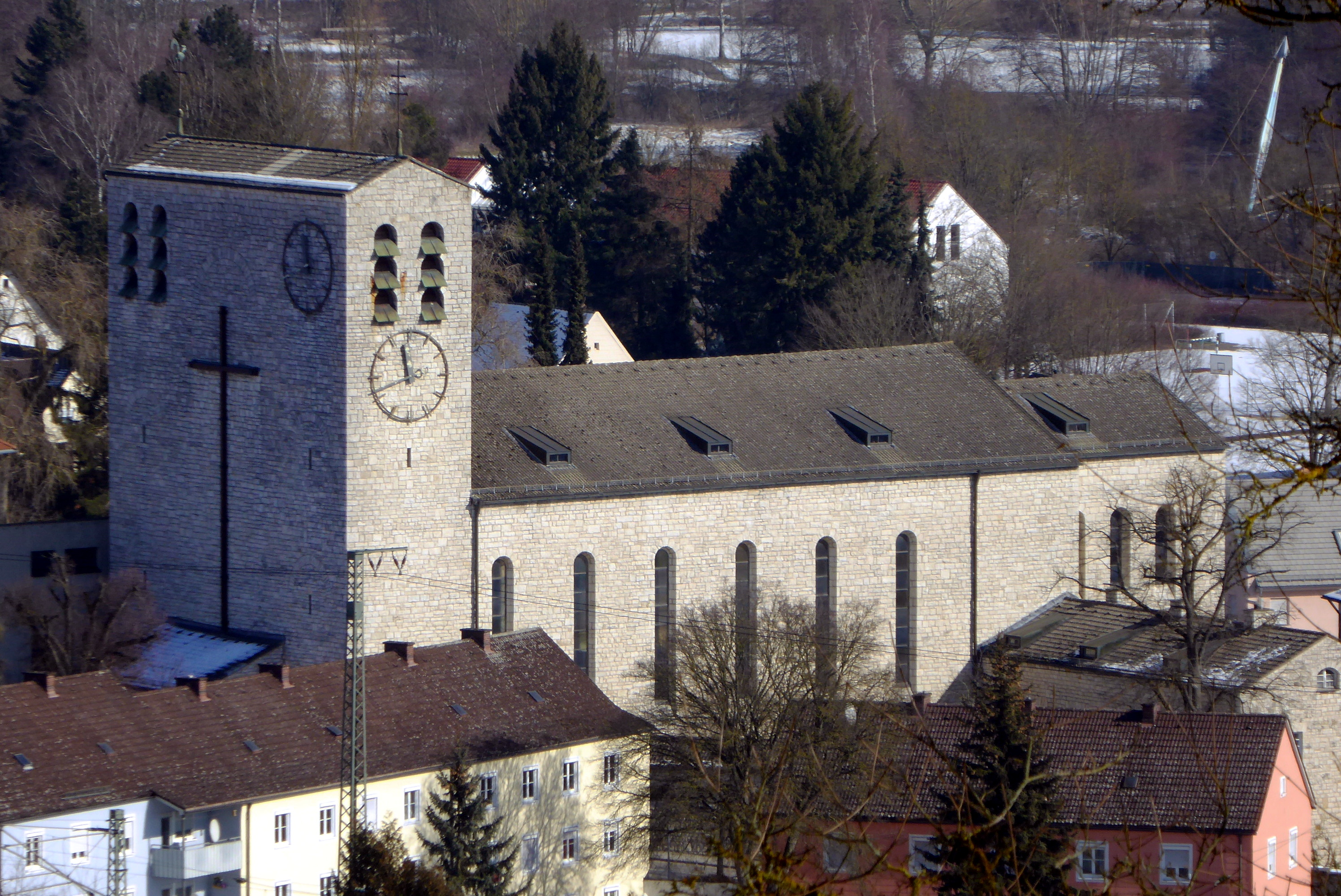
Die Kirche vom Südwesten aus gesehen

Die Maria-Himmelfahrt-Kirche (auch Marienkirche und Juradom genannt) ist die römisch-katholische Pfarrkirche in der Stadt Treuchtlingen im mittelfränkischen Landkreis Weißenburg-Gunzenhausen. Das Bauwerk mit der postalischen Adresse Bahnhofstraße 52 ist unter der Denkmalnummer D-5-77-173-1 als Baudenkmal in die Bayerische Denkmalliste eingetragen. Das Bauwerk steht nördlich der Treuchtlinger Innenstadt unweit des Bahnhofs und der Senefelder-Schule auf einer Höhe von 413 Metern über NHN.

## Baugeschichte
Nachdem die barocke Lambertuskapelle in dem wachsenden Bahnknotenpunkt Treuchtlingen für die auf 1000 angewachsene Zahl der Katholiken zu klein geworden war, zeigte sich bereits vor dem Ersten Weltkrieg die Notwendigkeit zum Bau einer neuen katholischen Pfarrkirche.
Krieg und Inflation zehrten jedoch die Ersparnisse der Pfarrei auf. Für die geplante Erweiterung der benachbarten Gleisanlagen kaufte die Reichsbahn das Grundstück, auf dem sich eine Vierzehn-Nothelfer-Kapelle befand. Dafür bekam die Pfarrei 65.000 Reichsmark und erwarb die sogenannte „Eselswiese“ – ein sumpfiges Grundstück, auf dem die Marienkirche gebaut werden sollte.
Die Erstellung von Kirche und dem angebauten Pfarrhaus erfolgte nach den Plänen des Architekten Georg Buchner, Professor für Baukunst aus München. Die Kirche ruht aufgrund der sumpfigen Konsistenz des Grundstückes auf einem Rost vom Eichenpfählen.
Die Erdarbeiten begannen im Mai 1933, die Konsekration erfolgte am 11. November 1934 durch den Bischof von Eichstätt Konrad Graf von Preysing.

## Baubeschreibung und Ausstattung
Das äußere Erscheinungsbild mit den wuchtigen Mauern und schmalen hohen Fenstern erinnert an eine "Trutzburg". Die Kirche entstand unter ausschließlicher Verwendung einheimischen Materials, insbesondere des Juramarmors. Dies zeigt sich außen am Bruchsteinmauerwerk, welches keine Spitzen und Ecken zulässt, am wuchtigen Westturm sowie an der stumpfwinkligen Bedachung. Die Kirche war ursprünglich mit einer fast einen Meter dicken Lage aus Solnhofener Schieferplatten bedeckt. Bei einer Neueindeckung 1980 zeigte sich, dass eine Verwendung des originalen Materials nicht mehr möglich war und man entschied sich für grau eingefärbte Dachplatten.
Die wuchtige Westfront mit dem beherrschenden Turm ist durch ein riesiges Holzkreuz signiert. Das originale Kreuz von 1934 wurde Anfang der 1990er Jahre abgenommen und durch ein neues ersetzt. Das alte Kreuz war gespickt mit Bombensplittern vom großen Bombenangriff des 23. Februar 1945, bei dem der Treuchtlinger Bahnhof als Primärziel und weite Teile der Stadt in Schutt und Asche gelegt wurden.
Über den Seiteneingängen zur Kirche befinden sich zwei Reliefs, die die Geburt Christi und Mariä Verkündigung darstellen. Die steile Ostwand über dem Altar schmückt eine Kreuzigungsgruppe in Sgraffitoplastik, die von Prof. Gruber aus München gestaltet wurde.

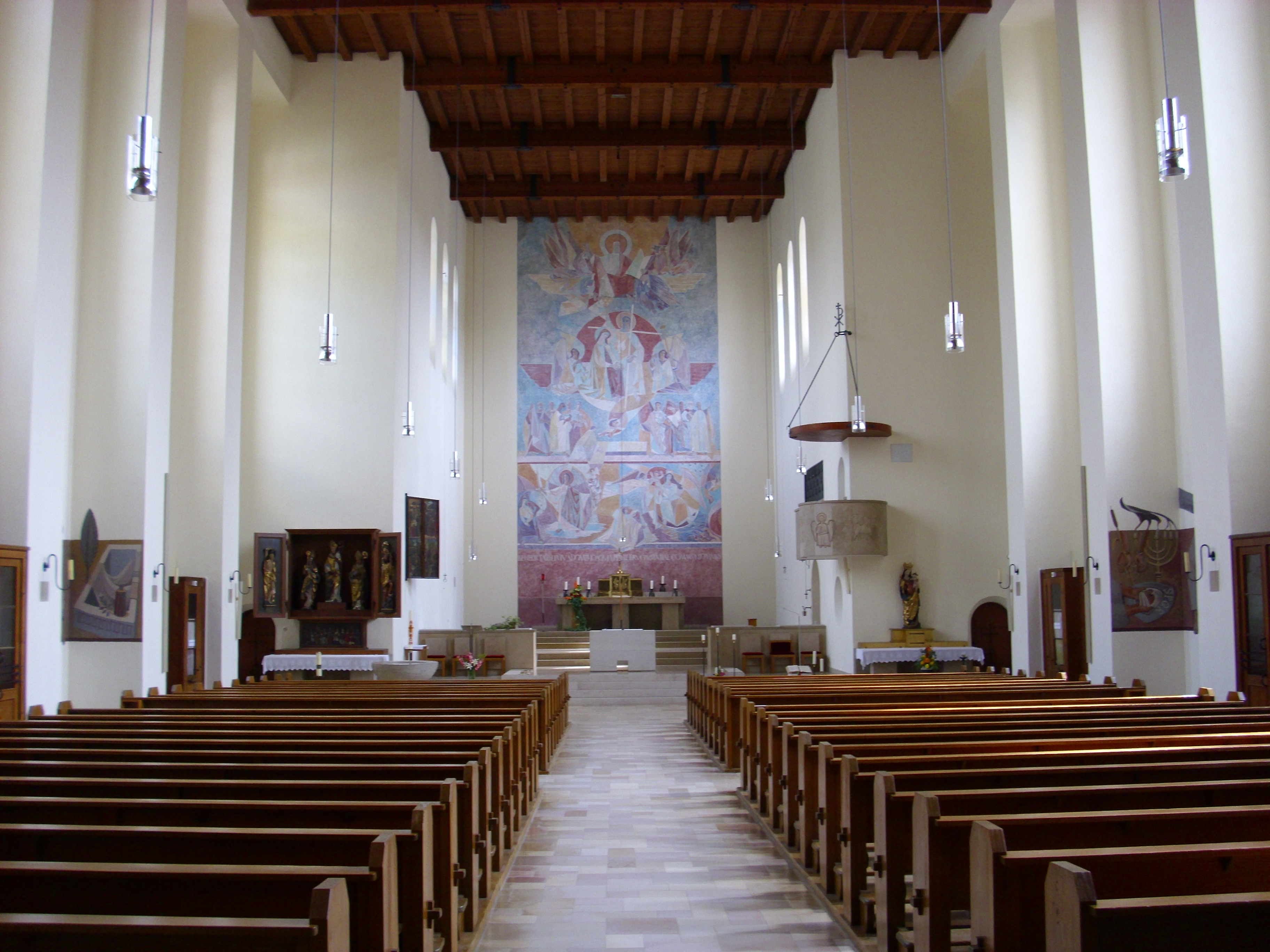
Das Innere der Kirche

Der Innenraum der Marienkirche ist ein einschiffiger Hallenbau von 40 Metern Länge, 17,5 Metern Breite und ca. 22 Metern Höhe. Im Osten schließt sich der einschiffige Chor mit drei Fensterachsen an. Aufgrund der beachtlichen Größe und Akustik wird die Kirche auch „Juradom“ genannt.
Auch im Innenraum wurde überwiegend Treuchtlinger Marmor und Holz verwendet. Der große Hochaltar, auf dem der Tabernakel steht, besteht aus einer einzigen massiven Marmorplatte von mehr als 2500 Kilogramm Gewicht.
Aus der abgetragenen Vierzehn-Nothelfer-Kapelle dürften die fünf spätgotischen Figuren aus dem linken Seitenaltar stammen. Sie werden Hans Pildschnitzer, dem Meister des Eichstätter Domaltares (um 1510), zugeschrieben. Es handelt sich um die Heiligen Sebastian, Martin, Willibald, sowie Christophorus. Unter den Heiligen befindet sich aus dem Hauptaltar der Vierzehn-Nothelfer-Kapelle die Predella, eine Tafelmalerei mit den Vierzehn Nothelfern. Diese wurde im Jahre 1614 von Gottfried Heinrich von Pappenheim gestiftet.
Die Orgel der Firma Orgelbau Kreienbrink aus Osnabrück wurde am 24. November 1968 eingeweiht. Der Weiheorganist war Franz Lehrndorfer, der verstorbene langjährige Organist des Münchner Liebfrauendomes. Eine Besonderheit dieses Instrumentes liegt in der Intonation auf offenem Fuß bei niedrigem Winddruck (der sog. Kernspaltenintonation).